# Province d'Ardabil

Comtés de Ardabil

Ardabil (en azéri : Ərdəbil, en persan : اردبیل), également appelé Ardebil et anciennement Artavil, est une province d'Iran située dans l'Azerbaïdjan iranien sur la côte ouest de la mer Caspienne. Créée en 1993 par détachement de la province d'Azerbaïdjan-Oriental, elle est à l'origine de la dynastie safavide.

## Géographie

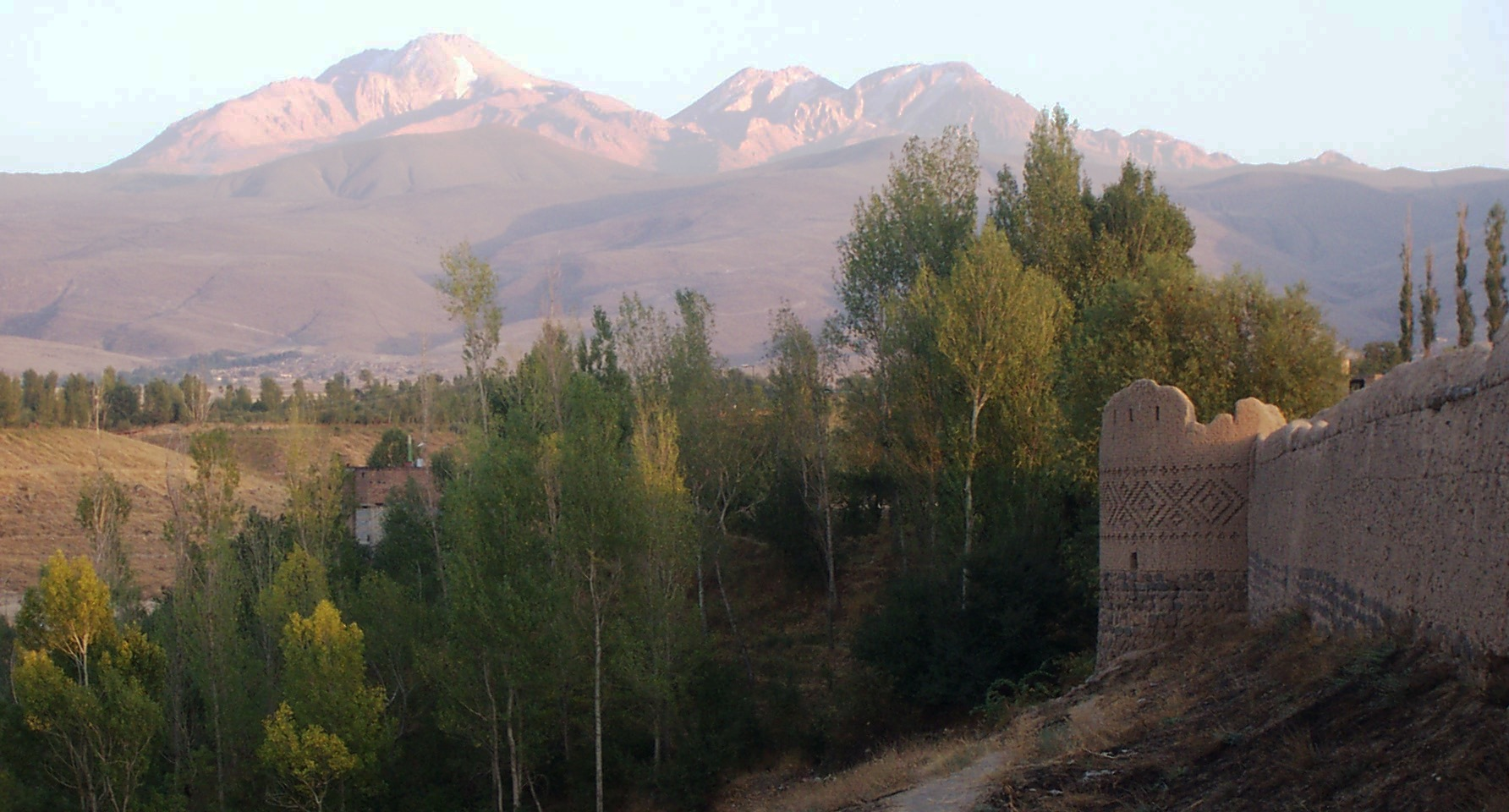
Savalan et Château Archog, Mechguine-Chahr.

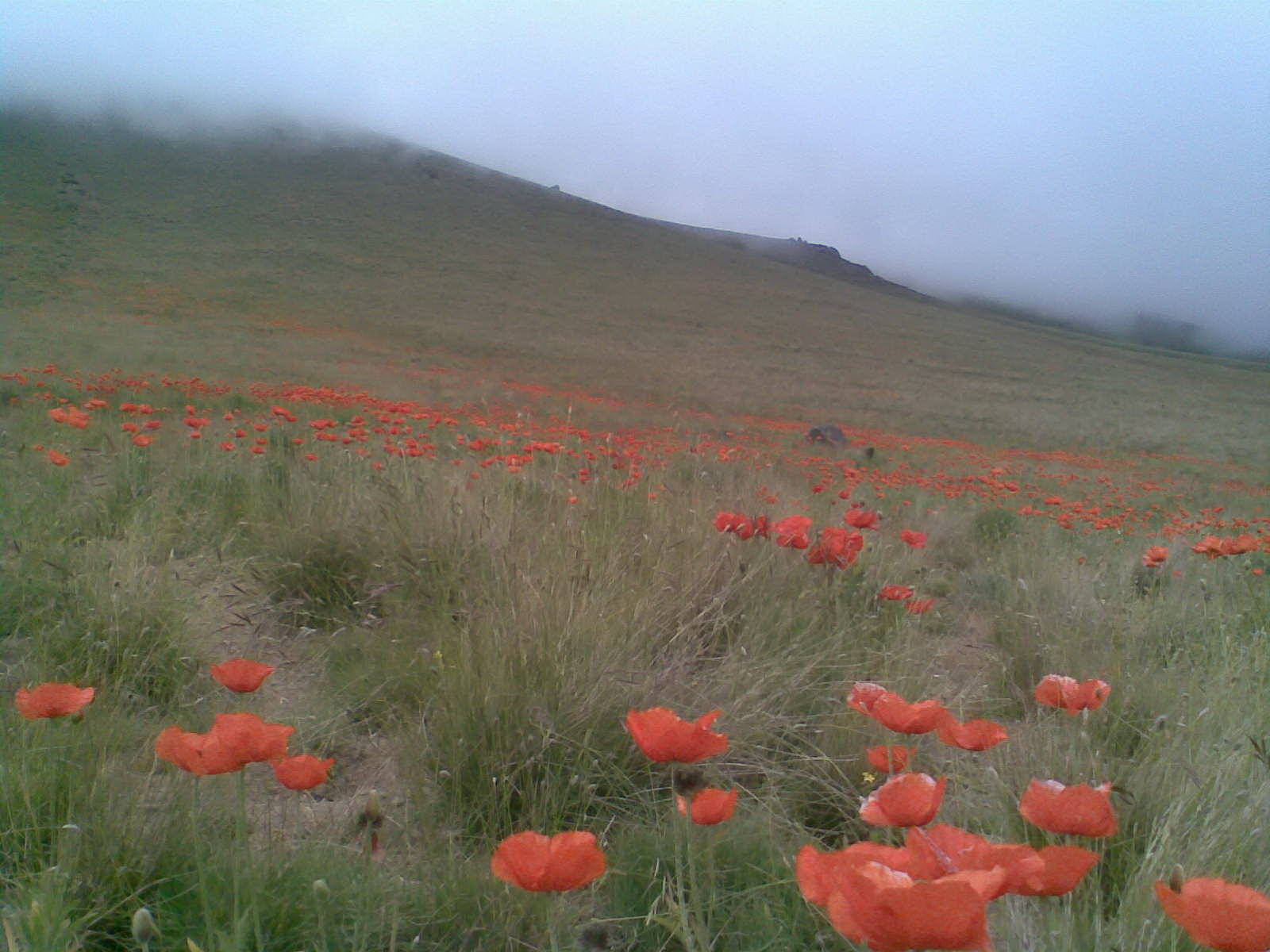
Alvars

L'Ardabil est situé au nord-ouest de l'Iran. Il est borné par la République d'Azerbaïdjan au nord, le Gilan au sud-est, la province de Zanjan au sud et la province de l'Azerbaïdjan-Oriental à l'ouest. La province d'Ardabil couvre une superficie de 17 800 km2. La capitale de la province, Ardabil, se situe à 61 km de la mer Caspienne.
La province d'Ardabil est un point de contact entre les montagnes de l'Azerbaïdjan et les terrains plats et fertiles de la Caapienne. Le point le plus haut de la région se situe dans les monts Savalan, culminant à (4 811 m. Un plateau, abritant la capitale, s'insère entre les massifs et la plaine côtière de la Caspienne, qui couvre l'est de la province. Une grande partie de la province est recouverte de vertes forêts. 
Le climat est frais (au maximum 35 °C) durant les mois d'été. Les hivers sont très froids, avec des températures tombant à -25 °C.
Il y a de nombreuses sources d'eau chaude : Beele-Darreh, Sareyn, Sardabeh et Booshloo, qui sont réputées pour leurs qualités médicinales. Il y a aussi de nombreux lacs : les plus grands sont Ne'or, Shoorabil, ShoorGel, NouShahr et Aloocheh qui servent d'habitat à quelques espèces d'oiseaux aquatiques. Le lac Ne'or est situé dans une zone montagneuse à 48 km au sud-est de la ville d'Ardabil. Il couvre une surface de 2,1 km2 et a une profondeur moyenne de 3 mètres. Il est alimenté par des sources situées au fond du lac. Le lac Shoorabil est situé dans une zone de collines au sud de la ville d'Ardabil et couvre une surface de 640 000 m2. Sa surface est recouverte d'une fine couche blanche de minéraux. À côté se trouve le complexe de loisirs de Shoorabil.

## Histoire

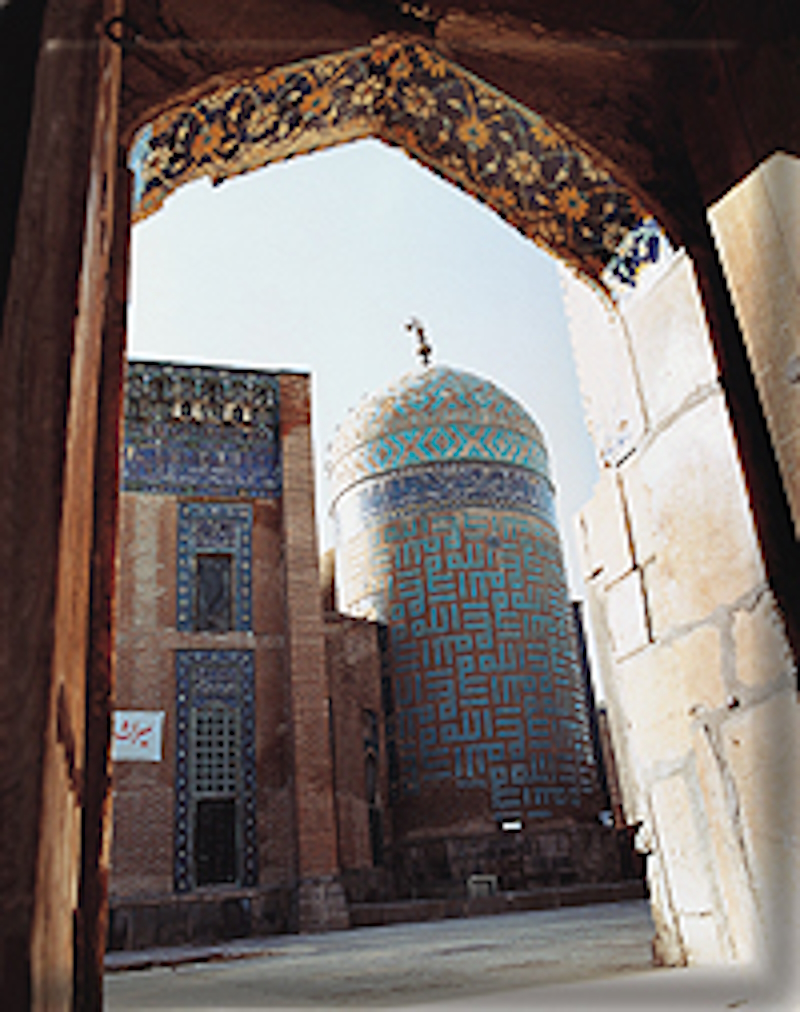
Tombe de Safi al-Din Ardabili

L'histoire de la province a des liens étroits avec celles de l'Azerbaïdjan voisin. La province est supposée dater de l'époque achéménide. Elle est mentionnée dans l'Avesta, où il est dit que Zoroastre est né au bord de la rivière Araxe et a écrit son livre dans les monts Savalan. Durant la conquête de l'Iran par l'Islam, Ardabil est la plus grande ville d'Azerbaïdjan. Le contrôle arabe dure peu longtemps dans la région qui est soumise aux luttes de pouvoir des notables locaux. Ardabil demeure prospère jusqu'à l'invasion mongole en 1220, ceux-ci déruisant la ville d'Ardabil. 
Safi al-Din Ardabili fonde à Ardabil l'ordre soufi safavieh à la fin du XIIIe siècle. Son descendant, Ismail Ier, originaire d'Ardabil, défait l'armée du souverain Akkoyunlu en 1500, se proclame chah à Tabriz, fonde la dynastie safavide et institue le chiisme comme religion. Entre 1503 et 1508, il conquiert la plus grande partie du territoire iranien.
Dans la première moitié du XXe siècle, le territoire occupé actuellement par la province d'Ardabil fait partie de la province iranienne d'Azerbaïdjan. En décembre 1945, le Gouvernement populaire d'Azerbaïdjan est proclamé avec comme capitale Tabriz, pour une courte période. En 1950, lors d'une réorganisation des divisions territoriales, cette province est scindée pour former les provinces de l'Azerbaïdjan-Occidental et de l'Azerbaïdjan-Oriental. En 1993, la province d'Ardabil est créée par détachement de l'Azerbaîdjan-Oriental.

## Démographie
Selon le Recensement de l'Iran de 2011, la province d'Ardabil compte 1 248 488 habitants pour une densité brute de 70,1 habitants/km2.
Évolution de la population totale, 1996-2011
(milliers)
La grande majorité de la population de la province est azérie.

## Économie
Les plaines fertiles permettent l'essor d'une agriculture dynamique. 

## Culture

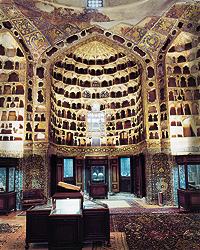
Musée d'Ardabil

L'origine de la ville d'Ardabil remonte à 4 à 6000 ans. Elle a été la capitale de la province de l'Azerbaïdjan a différentes époques, mais son âge d'or s'est situé pendant la période safavide.
Le mausolée du Sheikh Safi al-Din, classé par l'UNESCO, est adossé à un Khânegâh, lieu de retraite soufi. C'est un exemple rare d’architecture islamique médiévale. Les autres monuments historiques d'importance sont le mausolée de Sheik Jebra'il, situé à 2 km au nord d'Ardabil, le bazar de la ville, Babadavood anbaran, la Mosquée du vendredi d'Ardabil et des ponts anciens disséminés dans la province. De nombreuses traces de monuments historiques (tombes ou autres) dans les villages entourant Ardabil ont été retrouvés. Les tapis d'Ardabil forment une œuvre exceptionnelle confectionnée au début de la dynastie safavide en 1539, étant parmi les tapis islamiques les plus grands, les plus beaux et les plus significatifs historiquement au monde. L'un des deux tapis faisant la paire est exposé au Victoria and Albert Museum et l'autre au Musée d'art du comté de Los Angeles.

### Universités
- Université de sciences médicales d'Ardabil
- Université Mohaghghegh Ardebili
- Université islamique libre d'Ardabil
- Université islamique libre de Khalkhal